# Ipoteza impactului gigantic

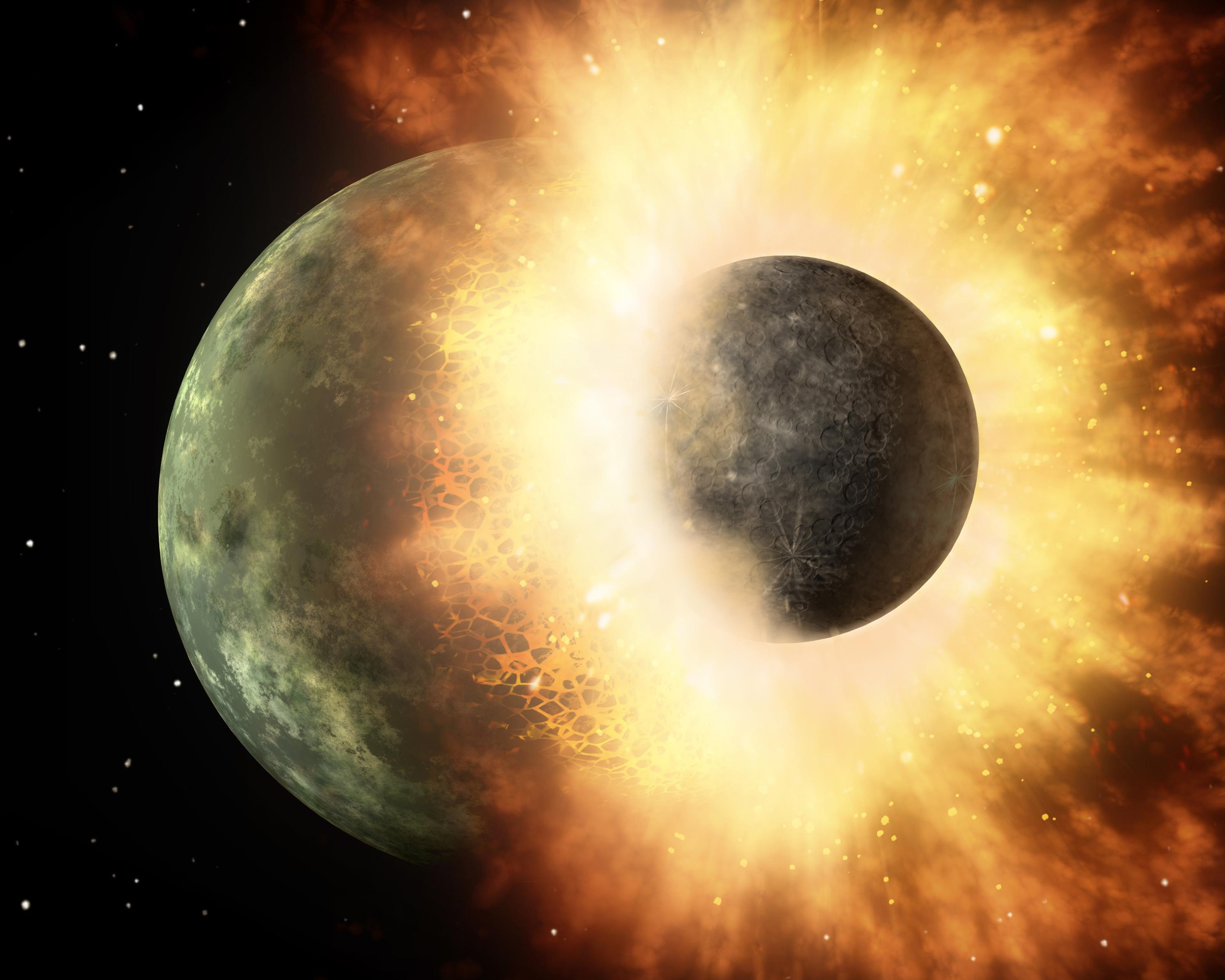
Reprezentare artistică a unei coliziuni între două corpuri planetare. Un astfel de impact între Pământ și un obiect de dimensiunile planetei Marte a format – probabil – Luna.

Ipoteza impactului gigantic, uneori numită și Big Splash sau Impactul Theia, sugerează că Luna s-a format din rămășițele unei coliziuni între Pământ și un corp astronomic de dimensiunea lui Marte, acum aproximativ 4,5 miliarde de ani, în Hadean și aproximativ 20–100 de milioane de ani de la formarea Sistemului Solar.  Corpul respectiv este uneori numit Theia, după numele titanidei din mitologia greacă, mama Selenei (zeița Lunii). Analiza rocilor lunare (publicată într-un raport din 2016) sugerează că impactul ar fi putut fi o lovitură directă, conducând un amestec omogen al materiei celor două corpuri–mamă.
Ipoteza impactului gigantic este ipoteza științifică ce este acceptată în prezent cu privire la formarea Lunii.  Dovezile care vin în sprijinul acesteia sunt: 
- rotația Pământului și orbita Lunii au orientări similare[5]
- eșantioanele provenite de pe Lună indică faptul că suprafața Lunii a fost cândva topită
- Luna are un miez de fier relativ redus
- Luna are o densitate mai mică decât Pământul
- există dovezi din alte sisteme solare cu privire la coliziuni similare
- coliziunile gigantice sunt în concordanță cu teoriile referitoare la formarea Sistemului Solar
- raporturile izotopilor stabili prezenți în rocile lunare și terestre sunt identice, sugerând o origine comună[6]

Totuși, rămân câteva întrebări referitoare la cele mai bune modele actuale ale ipotezei impactului gigantic. Se presupune că energia unui astfel de impact gigantic ar fi încălzit Pământul într-o măsură suficientă pentru a produce un ocean de magmă la nivel global. În plus, nu există un model auto-consistent care să pornească de la evenimentul de impact gigantic și care să conducă la formarea unei singire luni. Alte întrebări fără răspuns se referă la mometul temporal când Luna și-a pierdut elementele volatile și de ce Venus – care a suferit un impact gigantic asemănător în timpul formării sale – nu are o lună similară.  